# Мая Соколовська
Мая Соколовська (пол. Maja Sokołowska; нар. 1951, Варшава) — польська спортивна фотожурналістка та студійна фотографка. У 1972-1991 роках працювала в ілюстрованому журналі «Спортовець», для якого фотографувала спортсменів. Членкиня Асоціації польських фотографів-художників з 1981 року.

## Життєпис
Мая Соколовська народилася 1951 року у Варшаві. Захопилася фотографією завдяки батькові Мар'яну Соколовському, який був фотокореспондентом у Центральному фотоагентстві, належав до Спілки польських художніх фотографів і приватно фотографував власну родину. Від батька, який ніколи не розлучався з фотоапаратом, вона навчилася користуватися камерою, проявляти фотографії та робити відбитки в фотолабораторії, створювати фотожурналістику, а головне — кадрувати, що могло змінити динаміку фотографії.
Займалася волейболом і грала за варшавську команду «Скра», але через проблеми зі здоров'ям завершила свою спортивну кар'єру. З 1972 по 1991 рік працювала в журналі «Спортовець», спочатку у фотолабораторії, де готувала негативи та збільшення для своїх колег-фотокореспондентів, але вже в 1972 році зробила свій перший фоторепортаж про п'ятиборця Януша Пицяка-Пецяка, олімпійського чемпіона в Монреалі та багаторазового призера чемпіонатів світу та Польщі. Хоча вона багато знала про фотографію, спортивна фотографія була для неї новою. Про специфіку цієї фотографії, тобто про те, де позиціонувати себе і як робити цікаві знімки певної дисципліни, вона дізналася від команди досвідчених спортивних фотокореспондентів зі «Спортовцю»: Лешека Фідусевича, Євґеніуша Вармінського, Янека Міхлевського, Томаша Пражмовського або від Лешека Лозинського. Протягом 19 років роботи у «Спортовці» багато її фотографій потрапляли на обкладинку журналу.
Серед своїх улюблених видів спорту вона називає волейбол, який вона тренувала, дзюдо, боротьбу та фехтування. Емоції були для неї найважливішим у фотографуванні спорту. Вона також фотографувала приватне життя спортсменів, наприклад, домашні сесії футболістів, представників Польщі Казімєжа Дейни та Леслава Цмікевича, з їхніми дружинами.
У 1990-х роках вона спеціалізувалася на студійному фотографуванні квітів і продавала свої фотографії по всьому світу. Зараз вона фокусується на фотографуванні архітектури, пейзажів та собак. Брала участь у багатьох національних та міжнародних виставках. У 2021 році її роботи були представлені на виставці «Єдина. Нерозказані історії польських фотографок у Будинку спіткань з історією» та описані в однойменній книзі Моніки Шевчик-Віттек.